# Integra Air
Integra Air — канадская авиакомпания местного значения со штаб-квартирой в городе Летбридж (Альберта), выполняющая регулярные пассажирские и грузовые рейсы в Международный аэропорт Эдмонтон и чартерные перевозки в аэропорты Северной Америки.

## История
Авиакомпания Integra Air была образована в 1998 году и начала свою деятельность с выполнения регулярных пассажирских рейсов между городами Летбридж и Эдмонтон.
В сентябре 2005 года маршрутная сеть регулярных перевозок авиакомпании была расширена городами Ванкувер и Эбботсфорд (Британская Колумбия), однако уже через месяц Integra Air вывела из сети аэропорты Западного побережья Канады, сославшись на «хищническую политику ценообразования» магистрального авиаперевозчика Air Canada.

## Флот
По состоянию на февраль 2010 года воздушный флот авиакомпании Integra Air составляли следующие самолёты:
- 1 PA-31T Cheyenne
- 2 Handley Page Jetstream 31
- 1 Cessna 172L